# 트라이안 버세스쿠
트라이안 버세스쿠(루마니아어: Traian Băsescu, 문화어: 뜨라이안 버쎄쓰꾸, 1951년 11월 4일~)는 루마니아의 정치인이다. 2004년부터 2014년까지 루마니아의 대통령을 맡있다.
콘스탄차 부근의 무르파틀라르에서 태어났다. 콘스탄차의 해양학교를 졸업한 후 국영 선박회사에서 근무하였다. 1981년부터 루마니아의 여러 선박의 선장으로 활동하였고, 1984년에는 루마니아에서 가장 큰 유조선의 선장으로 승진하였다. 1989년에는 국영 선박회사의 벨기에 지사에서 근무하였다.
1989년 공산주의 독재정권이 붕괴된 후, 구국전선에 입당하였다. 1991년 ~ 1992년 교통부 장관으로 재직하였다. 1992년 구국전선이 두 파로 나뉘어 이온 일리에스쿠 대통령이 이끄는 진영과 페트레 로만이 이끄는 진영으로 나뉘었을 때, 그는 로만이 이끄는 민주당에 합류하였다. 그 해 하원의원에 당선되었으며, 1996년 재선되어 2000년까지 재직했다. 그와 더불어 1996년부터 2000년까지 다시 교통부 장관을 지냈다. 2000년, 수도 부쿠레슈티 시장 선거에 도전하여 당선되었다. 2001년에는 페트레 로만의 뒤를 이어 민주당 당수가 되었다. 시장으로 재직하면서 열악했던 부쿠레슈티의 수도와 조명 시설을 개선시켰고, 대중 교통 체계를 손질하였다. 2004년 시장 선거에 다시 나가 당선되었다. 그 해 12월의 대통령 선거에서는 민주당과 국민자유당의 연합인 진실정의 동맹의 후보로 나서 결선 투표까지 가는 접전 끝에 당선되었다.
12월 20일 5년 임기의 대통령직에 취임하였고, 그와 동시에 민주당에서 탈당하여 어느 정당에도 속하지 않게 되었다. 그는 옛 공산정권을 강력하게 비난하고 부패 척결을 내세워 인기를 모았으나, 의회는 국민자유당이 다수를 점하여 여소야대 상황이 계속되었고, 국민자유당 소속의 컬린 포페스쿠터리체아누 총리와 대립하였다. 2007년 4월 자유당이 다수를 점한 의회가 대통령의 권한을 정지시키기까지 했으나, 탄핵 여부를 묻는 국민투표 결과 70% 이상의 지지를 얻어 한 달 만에 대통령직에 복귀했다.
대외 관계에서는 러시아의 영향에서 벗어나 유럽과 미국과의 관계 확대를 시도하고 있다. 그의 취임 직전 가입한 북대서양 조약기구(NATO)에 적극적으로 참여하고 있으며, 2007년에는 유럽 연합(EU)에 정식으로 가입했다.
2005년 10월 대한민국을 방문하여 노무현 대통령과 경제 분야를 중심으로 한 정상회담을 가졌고, 이명박 당시 서울시장으로부터 명예 서울시민증을 받았다. 2008년 9월 11일 다시 대한민국을 방문하여 이명박 대통령과 정상 회담을 가졌다.
2012년 7월, 국정과 법적인 문제에 개입해 월권했다는 이유로 루마니아 의회에서 탄핵안이 가결되었고, 그를 대신해 상원의장인 크린 안토네스쿠가 임시 대통령을 맡게 되었다. 2012년 8월, 다시 대통령이 되었으며, 2014년 12월 20일에 대통령으로 퇴임한다.

## 역대 선거 결과
| 선거명      | 직책명            | 대수 | 정당          | 1차 득표율 | 1차 득표수  | 2차 득표율 | 2차 득표수  | 결과 | 당락                 |
| ----------- | ----------------- | ---- | ------------- | ---------- | ----------- | ---------- | ----------- | ---- | -------------------- |
| 2000년 선거 | 부쿠레슈티 시장   | 81대 | 민주당        | 17.18%     | 108,862표   | 50.68%     | 362,853표   | 1위  | 부쿠레슈티 시장 당선 |
| 2004년 선거 | 부쿠레슈티 시장   | 81대 | 민주당        | 54.94%     | 417,153표   | 50.68%     | 362,853표   | 1위  | 부쿠레슈티 시장 당선 |
| 2004년 선거 | 루마니아의 대통령 | 5대  | 진실정의 동맹 | 33.91%     | 3,545,236표 |            |             | 1위  |                      |
| 2009년 선거 | 루마니아의 대통령 | 5대  | 민주자유당    | 32.44%     | 3,153,640표 | 50.33%     | 5,275,808표 | 1위  |                      |
| 2020년 선거 | 부쿠레슈티 시장   | 85대 | 인민운동당    | 10.99%     | 72,556표    |            |             | 3위  | 낙선                 |